# Radoszkowskiana barrei
Radoszkowskiana barrei är en biart som först beskrevs av Radoszkowski 1893.  Radoszkowskiana barrei ingår i släktet Radoszkowskiana och familjen buksamlarbin. Inga underarter finns listade i Catalogue of Life.